# Nederland op de Olympische Winterspelen 2014

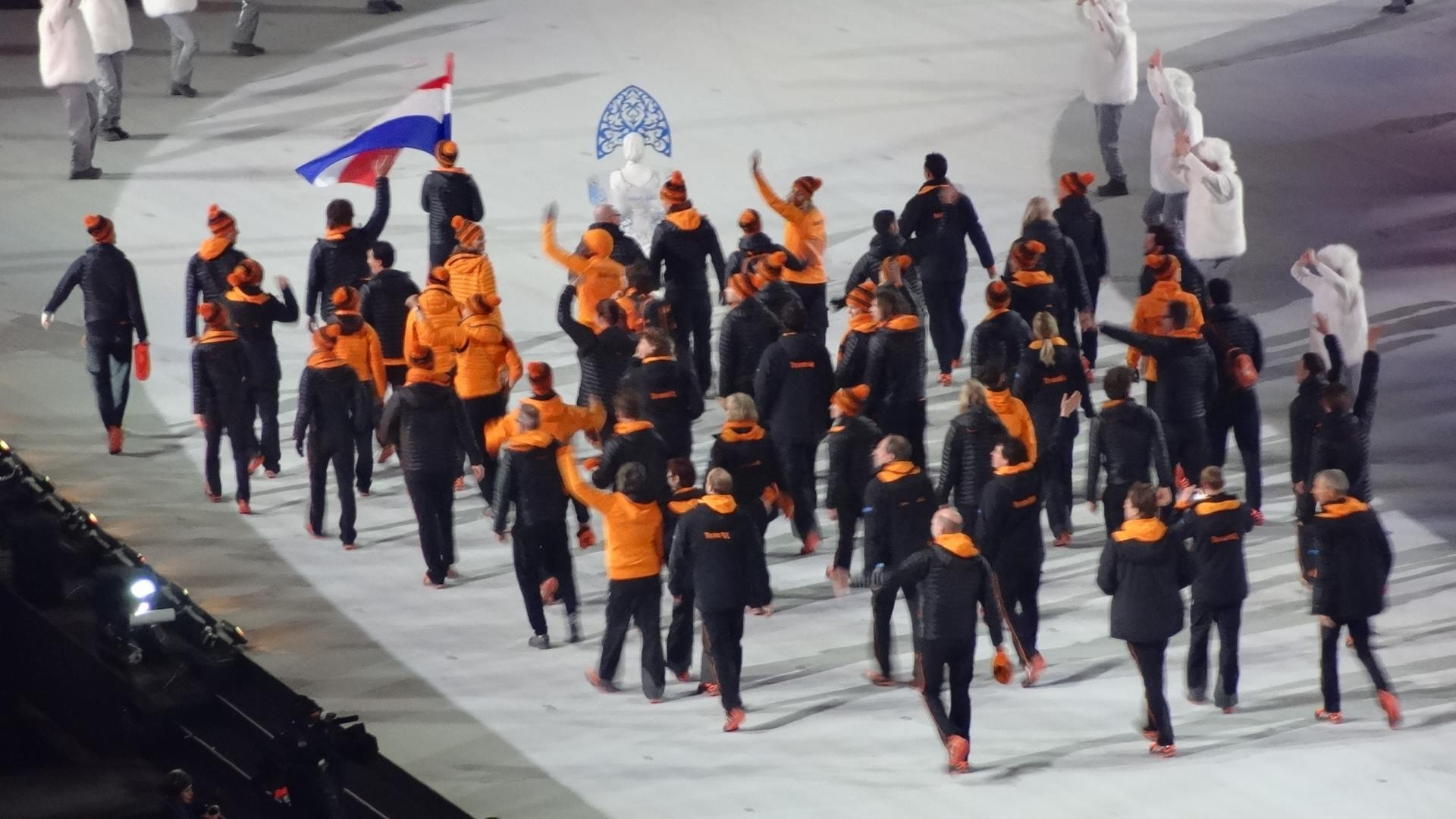
Nederlandse ploeg tijdens de openingsceremonie.

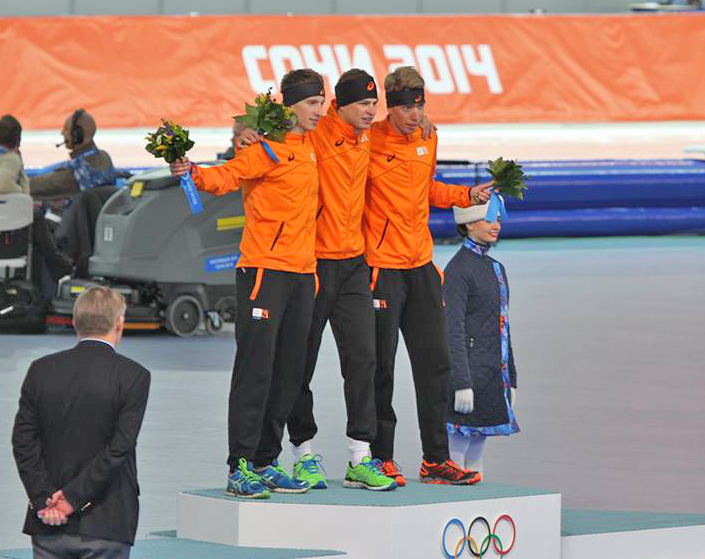
Een oranje podium na de 5000 m voor de mannen
1) Sven Kramer
2) Jan Blokhuijsen
3) Jorrit Bergsma

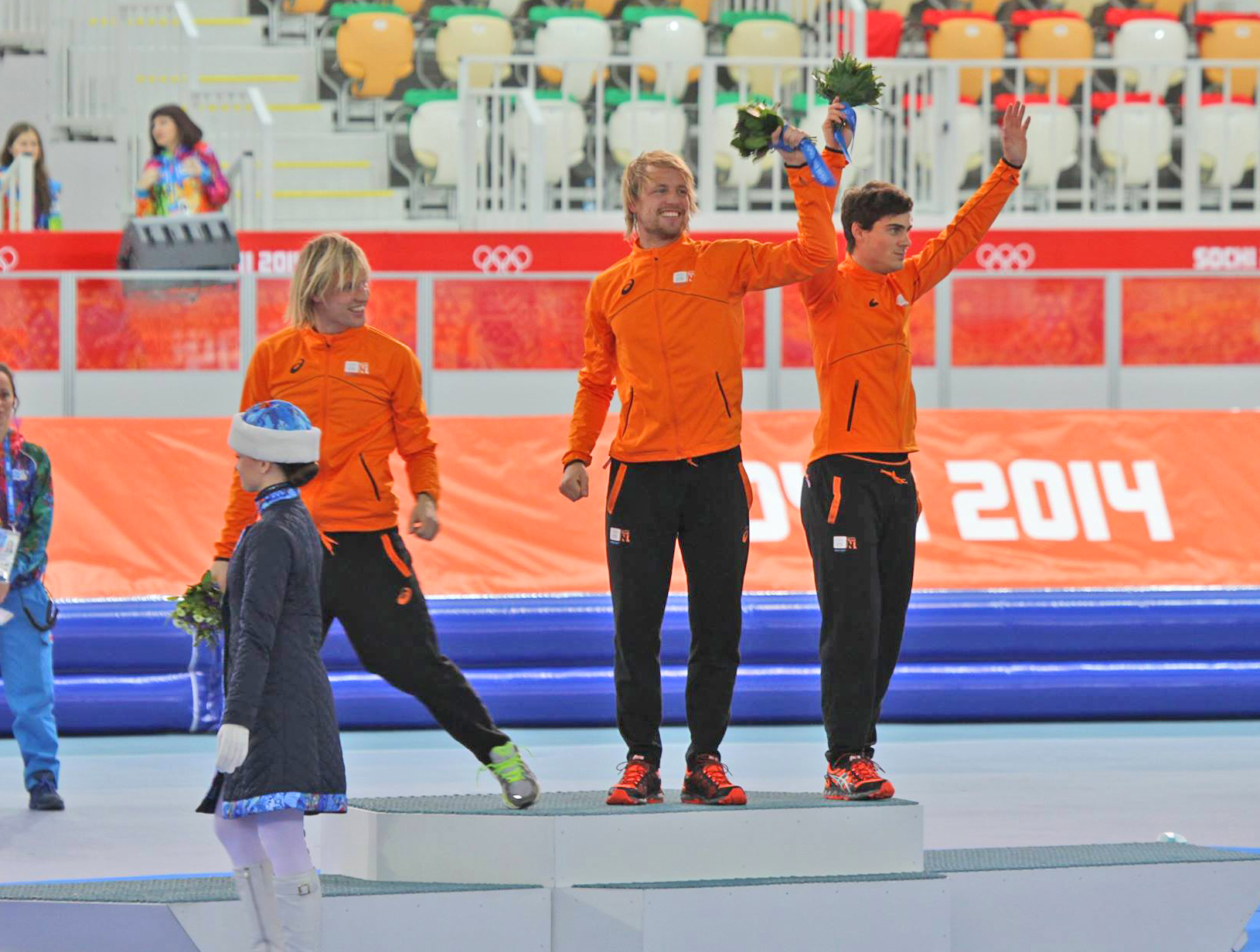
Weer een oranje podium, nu op de 500 m voor de mannen
1) Michel Mulder
2) Jan Smeekens
3) Ronald Mulder

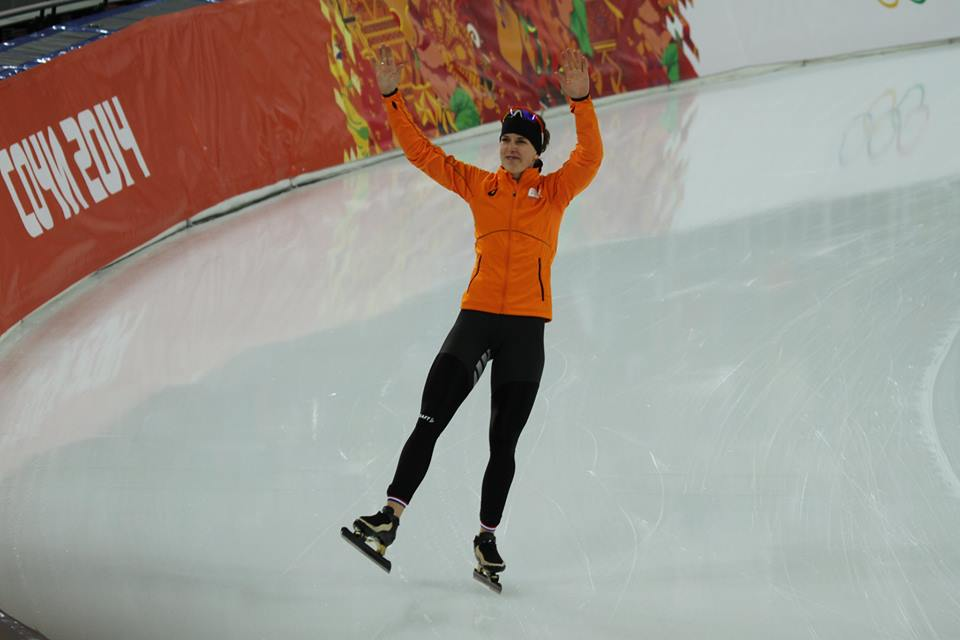
Ireen Wüst na haar winst op de 3000 m voor vrouwen

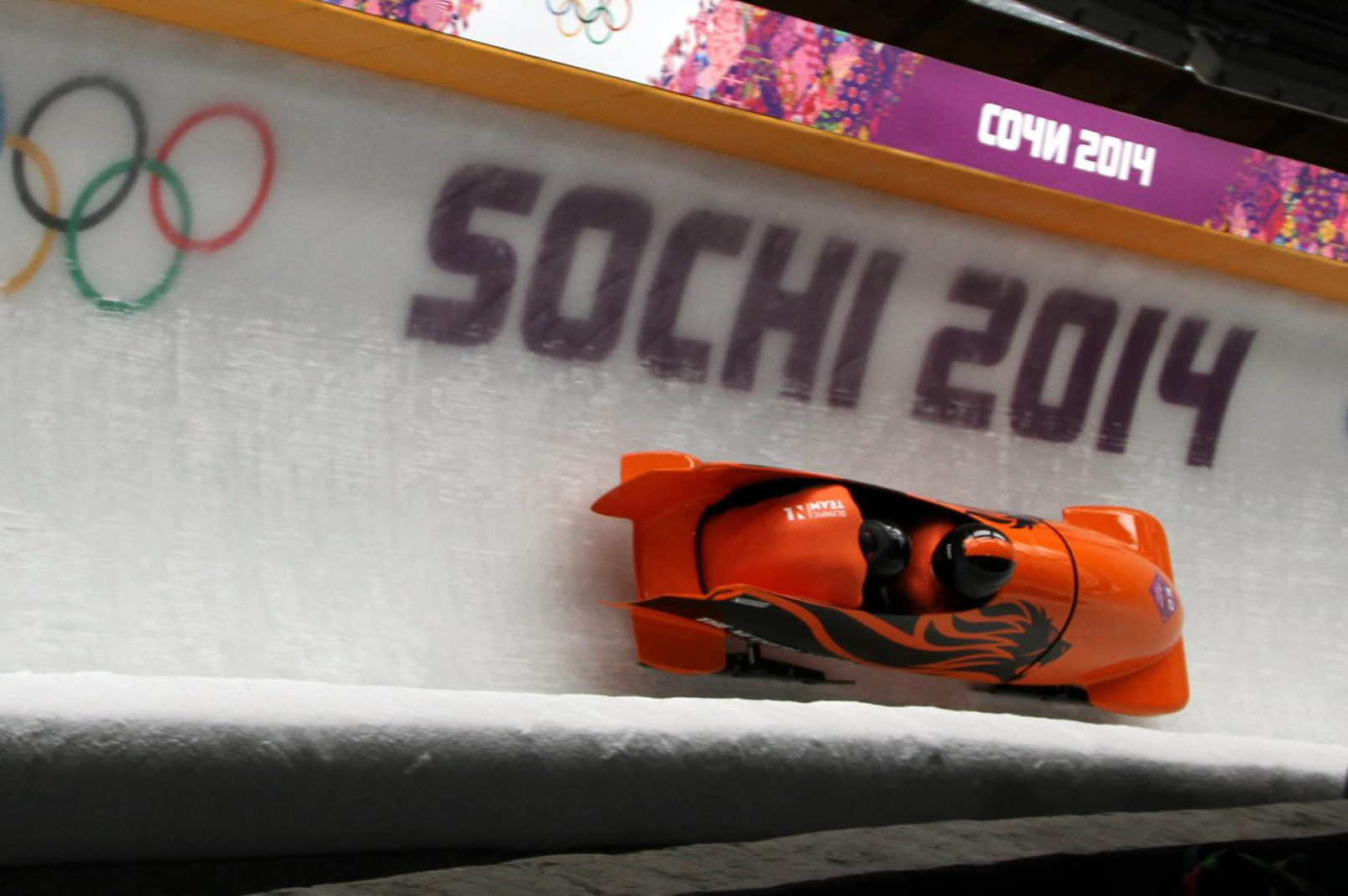
De Nederlands tweemansbob met Edwin van Calker en Bror van der Zijde

Nederland op de Olympische Spelen 2014 geeft een overzicht van de deelname en prestaties van de verschillende sporters en sportteams tijdens de Olympische Winterspelen 2014 in Sotsji.

## Hoogtepunten
- Nederland haalde 24 medailles: 8x goud, 7x zilver en 9x brons. Dit was een record voor de Winterspelen. Het voorgaande record stond op elf (Nagano 1998).
- Bij het langebaanschaatsen werd om 36 medailles gestreden. Van de 32 stuks die Nederland kon behalen, werden er 23 gewonnen - een rendement van bijna 72 procent. Bij ieder langebaanschaatsnummer eindigde ten minste één Nederlander op het erepodium. Van de 10 Nederlandse langebaanschaatsers bij de mannen wonnen er 9 medailles - alleen Mark Tuitert viel niet in de prijzen. Bij de vrouwen wonnen 6 van de 10 deelneemsters een medaille.
- Bij het langebaanschaatsen kleurde het podium viermaal geheel oranje, een record voor de Winterspelen. Deze zogenoemde clean sweeps werden door de mannen behaald op de 500, de 5000 en de 10.000 meter. De vrouwen bezetten op de 1500 meter zelfs de eerste vier plaatsen.
- Vijf langebaan-onderdelen werden door Nederlanders gewonnen met een olympisch record: de beide Nederlandse teams op de ploegenachtervolging, Sven Kramer (5000 meter), Jorrit Bergsma (10.000 meter) en Jorien ter Mors (1500 meter).
- Ireen Wüst won de meeste medailles: twee keer goud en drie keer zilver bij het langebaanschaatsen.
- Wüst werd bij deze Olympische Winterspelen de meest gelauwerde Nederlandse olympiër aller tijden. Wüst (4 goud, 3 zilver, 1 brons) won weliswaar evenveel medailles als Inge de Bruijn (4 goud, 2 zilver, 2 brons), maar met een zilveren medaille meer gaat ze aan de leiding.
- Sjinkie Knegt won met zijn bronzen medaille op de 1000 meter de eerste Nederlandse olympische medaille bij het shorttracken.
- Michel Mulder werd de eerste Nederlandse goudenmedaillewinnaar op de 500 meter langebaan.

## Medailleoverzicht
| Sport      | Olympiër(s)                                               | Onderdeel                | Medaille |
| ---------- | --------------------------------------------------------- | ------------------------ | -------- |
| Schaatsen  | Michel Mulder                                             | 500 m (m)                | Goud     |
| Schaatsen  | Stefan Groothuis                                          | 1000 m (m)               | Goud     |
| Schaatsen  | Sven Kramer                                               | 5000 m (m)               | Goud     |
| Schaatsen  | Jorrit Bergsma                                            | 10.000 m (m)             | Goud     |
| Schaatsen  | Sven Kramer Koen Verweij Jan Blokhuijsen                  | ploegenachtervolging (m) | Goud     |
| Schaatsen  | Marrit Leenstra Lotte van Beek Jorien ter Mors Ireen Wüst | ploegenachtervolging (v) | Goud     |
| Schaatsen  | Jorien ter Mors                                           | 1500 m (v)               | Goud     |
| Schaatsen  | Ireen Wüst                                                | 3000 m (v)               | Goud     |
| Schaatsen  | Ireen Wüst                                                | 1000 m (v)               | Zilver   |
| Schaatsen  | Ireen Wüst                                                | 1500 m (v)               | Zilver   |
| Schaatsen  | Ireen Wüst                                                | 5000 m (v)               | Zilver   |
| Schaatsen  | Jan Smeekens                                              | 500 m (m)                | Zilver   |
| Schaatsen  | Koen Verweij                                              | 1500 m (m)               | Zilver   |
| Schaatsen  | Jan Blokhuijsen                                           | 5000 m (m)               | Zilver   |
| Schaatsen  | Sven Kramer                                               | 10.000 m (m)             | Zilver   |
| Schaatsen  | Ronald Mulder                                             | 500 m (m)                | Brons    |
| Schaatsen  | Michel Mulder                                             | 1000 m (m)               | Brons    |
| Schaatsen  | Jorrit Bergsma                                            | 5000 m (m)               | Brons    |
| Schaatsen  | Bob de Jong                                               | 10.000 m (m)             | Brons    |
| Schaatsen  | Margot Boer                                               | 500 m (v)                | Brons    |
| Schaatsen  | Margot Boer                                               | 1000 m (v)               | Brons    |
| Schaatsen  | Lotte van Beek                                            | 1500 m (v)               | Brons    |
| Schaatsen  | Carien Kleibeuker                                         | 5000 m (v)               | Brons    |
| Shorttrack | Sjinkie Knegt                                             | 1000 m (m)               | Brons    |

## Deelnemers en resultaten
(m) = mannen, (v) = vrouwen 

#### Bobsleeën
| Olympiërs                                                                   | Onderdeel       | Resultaat | Prestatie                                                                                               |
| --------------------------------------------------------------------------- | --------------- | --------- | --- |
| Edwin van Calker (stuurman) Bror van der Zijde                              | Tweemansbob (m) | 19e       | Totaal: 3.49,33 (+3,94) 1e run: 57,54 (21e) 2e run: 57,46 (21e) 3e run: 57,38 (18e) 4e run: 56,95 (15e) |
| Edwin van Calker (stuurman) Sybren Jansma Arno Klaassen Bror van der Zijde¹ | Viermansbob (m) | 11e       | Totaal: 3.42,69 (+2,09) 1e run: 55,55 (13e) 2e run: 55,57 (15e) 3e run: 55,82 (12e) 4e run: 55,75 (12e) |
|                                                                             |                 |           | |
| Esmé Kamphuis (stuurvrouw) Judith Vis¹                                      | Tweemansbob (v) | 4e        | Totaal: 3.52,27 (+1,66) 1e run: 57,94 (5e) 2e run: 58,10 (6e) 3e run: 58,20 (6e) 4e run: 58,03 (2e)     |

¹Yannick Greiner (reserve viermansbob) en Melissa Boekelman (reserve tweemansbob) kwamen niet in actie.

#### Schaatsen
Mannen
| Olympiër                                  | Onderdeel                | Resultaat | Prestatie                          |
| ----------------------------------------- | ------------------------ | --------- | ---------------------------------- |
| Stefan Groothuis                          | 500 m (m)                | 38e       | 92,24                              |
| Stefan Groothuis                          | 1000 m (m)               | Goud      | 1.08,39                            |
| Stefan Groothuis                          | 1500 m (m)               | 12e       | 1.46,08                            |
| Michel Mulder                             | 500 m (m)                | Goud      | 69,31                              |
| Michel Mulder                             | 1000 m (m)               | Brons     | 1.08,74                            |
| Ronald Mulder                             | 500 m (m)                | Brons     | 69,46                              |
| Jan Smeekens                              | 500 m (m)                | Zilver    | 69,32                              |
| Mark Tuitert                              | 1000 m (m)               | 10e       | 1.09,29                            |
| Mark Tuitert                              | 1500 m (m)               | 5e        | 1.45,42                            |
| Koen Verweij                              | 1000 m (m)               | 6e        | 1.09,09                            |
| Koen Verweij                              | 1500 m (m)               | Zilver    | 1.45,009                           |
| Jan Blokhuijsen                           | 1500 m (m)               | 13e       | 1.46,50                            |
| Jan Blokhuijsen                           | 5000 m (m)               | Zilver    | 6.15,71                            |
| Sven Kramer                               | 5000 m (m)               | Goud      | 6.10,76                            |
| Sven Kramer                               | 10.000 m (m)             | Zilver    | 12.49,02                           |
| Jorrit Bergsma                            | 5000 m (m)               | Brons     | 6.16,66                            |
| Jorrit Bergsma                            | 10.000 m (m)             | Goud      | 12.44,45                           |
| Bob de Jong                               | 10.000 m (m)             | Brons     | 13.07,19                           |
| Jan Blokhuijsen Sven Kramer Koen Verweij² | Ploegenachtervolging (m) | Goud      | KF: 3.44,48 HF: 3.40,79 F: 3.37,71 |

²Reserve Jorrit Bergsma kwam niet in actie en trok zich voor de finale terug.
Vrouwen
| Olympiër                                                  | Onderdeel                | Resultaat | Prestatie                          |
| --------------------------------------------------------- | ------------------------ | --------- | ---------------------------------- |
| Lotte van Beek                                            | 500 m (v)                | 16e       | 77,40                              |
| Lotte van Beek                                            | 1000 m (v)               | 5e        | 1.15,10                            |
| Lotte van Beek                                            | 1500 m (v)               | Brons     | 1.54,54                            |
| Margot Boer                                               | 500 m (v)                | Brons     | 75,48                              |
| Margot Boer                                               | 1000 m (v)               | Brons     | 1.14,90                            |
| Marrit Leenstra                                           | 500 m (v)                | 19e       | 77,74                              |
| Marrit Leenstra                                           | 1000 m (v)               | 6e        | 1.15,15                            |
| Marrit Leenstra                                           | 1500 m (v)               | 4e        | 1.56,40                            |
| Laurine van Riessen                                       | 500 m (v)                | 11e       | 76,99                              |
| Ireen Wüst                                                | 1000 m (v)               | Zilver    | 1.14,69                            |
| Ireen Wüst                                                | 1500 m (v)               | Zilver    | 1.54,09                            |
| Ireen Wüst                                                | 3000 m (v)               | Goud      | 4.00,34                            |
| Ireen Wüst                                                | 5000 m (v)               | Zilver    | 6.54,28                            |
| Jorien ter Mors                                           | 1500 m (v)               | Goud      | 1.53,51                            |
| Antoinette de Jong                                        | 3000 m (v)               | 7e        | 4.06,77                            |
| Annouk van der Weijden                                    | 3000 m (v)               | 5e        | 4.05,75                            |
| Carien Kleibeuker                                         | 5000 m (v)               | Brons     | 6.55,66                            |
| Yvonne Nauta                                              | 5000 m (v)               | 6e        | 7.01,76                            |
| Lotte van Beek Marrit Leenstra Jorien ter Mors Ireen Wüst | Ploegenachtervolging (v) | Goud      | KF: 2:58.61 HF: 2:58.43 F: 2:58.05 |

#### Shorttrack
Mannen
| Olympiër                                                        | Onderdeel       | Resultaat | Prestatie                                                                       |
| --------------------------------------------------------------- | --------------- | --------- | ------------------------------------------------------------------------------- |
| Niels Kerstholt                                                 | 500m (m)        | series    | series: 42,441 (3e)                                                             |
| Niels Kerstholt                                                 | 1000m (m)       | 19e       | series: 1.25,695 (3e)                                                           |
| Niels Kerstholt                                                 | 1500m (m)       | 16e       | series: 2.13,848 (1e) HF: 2.17,134 (6e)                                         |
| Freek van der Wart                                              | 500 m (m)       | 10e       | series: 41,190 (2e)                                                             |
| Freek van der Wart                                              | 1000m (m)       | -         | series: penalty (niet geklasseerd)                                              |
| Sjinkie Knegt                                                   | 500m (m)        | 8e        | series: 41,235 (1e) KF: 41,683 (1e) HF: 41,290 (3e) B-finale: 42,608 (8e)       |
| Sjinkie Knegt                                                   | 1000m (m)       | Brons     | series: 1.26,091 (2e) KF: 1.25,695 (2e) HF: 1.27,258 (3e; ADV) F: 1.25,611 (3e) |
| Sjinkie Knegt                                                   | 1500m (m)       | 12e       | series: 2.14,249 (3e) HF: 2.14,677 (3e) B-finale: 2.39,581 (12e)                |
| Daan Breeuwsma Niels Kerstholt Freek van der Wart Sjinkie Knegt | 5000m relay (m) | 4e        | HF: 6.45,385 (1e) F: 6.49,149 (4e)                                              |

Reserve Christiaan Bökkerink voor de team relay kwam niet in actie op deze Spelen.
Vrouwen
| Olympiër                                                            | Onderdeel        | Resultaat | Prestatie                                                                 |
| ------------------------------------------------------------------- | ---------------- | --------- | ------------------------------------------------------------------------- |
| Yara van Kerkhof                                                    | 500 m (v)        | 11e       | series: 44,044 (2e) KF: 43,888 (3e)                                       |
| Yara van Kerkhof                                                    | 1000 m (v)       | series    | series: 1.29,980 (3e)                                                     |
| Yara van Kerkhof                                                    | 1500 m (v)       | 15e       | series: 2.26,809 (3e) HF: 2.20,291 (5e)                                   |
| Jorien ter Mors                                                     | 500 m (v)        | 6e        | series: 44,262 (1e) KF: 43,572 (2e) HF: 44,242 (4e) B-finale: 44,331 (6e) |
| Jorien ter Mors                                                     | 1000 m (v)       | 5e        | series: 1.46,661 (3e; ADV)                                                |
| Jorien ter Mors                                                     | 1500 m (v)       | 4e        | series: 2.21,626 (1e) HF: 2.19,382 (2e) F: 2.19,656 (4e)                  |
| Lara van Ruijven                                                    | 500 m (v)        | 17e       | series: 44,023 (3e)                                                       |
| Sanne van Kerkhof Yara van Kerkhof Jorien ter Mors Lara van Ruijven | 3000 m relay (v) | -         | HF: penalty (niet geklasseerd)                                            |

Reserve Rianne de Vries voor de team relay kwam niet in actie op deze Spelen.

#### Snowboarden
| Olympiër            | Onderdeel                | Resultaat | Prestatie                                                                                          |
| ------------------- | ------------------------ | --------- | -------------------------------------------------------------------------------------------------- |
| Dimi de Jong        | Halfpipe (m)             | 24e       | kwalificatie serie 1: 12e; 64,25 ptn (25,25 en 64,25)                                              |
| Dolf van der Wal    | Halfpipe (m)             | 26e       | kwalificatie serie 1: 14e; 62,50 ptn (25,50 en 62,50)                                              |
|                     |                          |           | |
| Nicolien Sauerbreij | Parallelreuzenslalom (v) | 10e       | kwalificatie: 4e; 1:47.22 achtste finale: verloren van Ina Meschik AUT                             |
| Nicolien Sauerbreij | Parallelslalom (v)       | 20e       | kwalificatie: 20e; 1:05.69                                                                         |
| Michelle Dekker     | Parallelreuzenslalom (v) | 22e       | kwalificatie: 22e; 1:53.74                                                                         |
| Michelle Dekker     | Parallelslalom (v)       | 19e       | kwalificatie: 19e; 1:05.66                                                                         |
| Bell Berghuis       | Snowboardcross (v)       | 20e       | kwalificatie run 1: 1:28.19; run 2: 1:28.70 kwartfinale serie 3: 5e                                |
| Cheryl Maas         | Slopestyle (v)           | 20e       | kwalificatie serie 2: 9e; 31,25 ptn (18,00 en 31,25) halve finale: 12e; 30,75 ptn (30,75 en 14,75) |